# Turi Vasile
Turi Vasile (Mesina, Sicilia, 22 de marzo de 1922 - Roma, 1 de septiembre de 2009) fue un productor, director, dramaturgo, guionista, crítico de cine y autor italiano.

## Biografía
Salvatore Vasile nació en Mesina (Sicilia) en 1922. Comenzó a trabajar como dramaturgo y director de teatro en la década de 1940. Después de ser asistente de Augusto Genina, a partir de mediados de la década de 1940, escribió varios guiones para películas dirigidas por Mario Camerini, Eduardo De Filippo, Gianni Franciolini y Alessandro Blasetti. Desde la década de 1950, Vasile se centró en la producción, impulsando proyectos artísticos de destacados directores como Federico Fellini, Michelangelo Antonioni, Dino Risi, Luigi Comencini, Antonio Pietrangeli o Franco Brusati. también estuvo activo como director de cine, crítico de cine y autor, y fue presidente del Instituto Nacional de teatro Antiguo.

## Filmografía seleccionada
- Husband and Wife (1952)
- Legs of Gold (1958)
- The Cats (1968)

## Obras
- Paura del vento e altri racconti (Sellerio Editore, 1987)
- Un villano a Cinecittà (Sellerio, 1993)
- L'ultima sigaretta (Sellerio, 1996)
- Male non fare (Sellerio, 1997)
- Il ponte sullo stretto (Sellerio, 1999)
- La valigia di fibra (Sellerio, 2002)
- Morgana (Avagliano Editore, 2007)
- Silvana (Avagliano editore, 2008)
- L'ombra (Hacca, 2009)